# Kozcağız, Bartın
Kozcağız là một thị trấn thuộc thành phố Bartın, tỉnh Bartın, Thổ Nhĩ Kỳ. Dân số thời điểm năm 2011 là 5486 người.